# Dubovec Bisaški
Dubovec Bisaški je naseljeno mjesto u Republici Hrvatskoj u Zagrebačkoj županiji. 

## Zemljopis
Administrativno je u sastavu grada Svetog Ivana Zeline. Naselje se proteže na površini od 1,41 km². 

## Stanovništvo
Prema popisu stanovništva iz 2001. godine u Dubovcu Bisaškom žive 83 stanovnika i to u 30 kućanstava. Gustoća naseljenosti iznosi 58,87 st./km².
| broj stanovnika | 54    | 62    | 66    | 63    | 72    | 93    | 85    | 82    | 89    | 85    | 87    | 100   | 106   | 98    | 83    | 86    | 70    |
|                 | 1857. | 1869. | 1880. | 1890. | 1900. | 1910. | 1921. | 1931. | 1948. | 1953. | 1961. | 1971. | 1981. | 1991. | 2001. | 2011. | 2021. |